# المستحمات الكبيرات
المستحمات الكبيرات (بالفرنسية: Les Grandes Baigneuses)‏ لوحة زيتية رسمها الرسام الفرنسي أوجست رينوار بين عامي 1884 و 1887.توجد اللوحة حالياً في متحف فيلادلفيا للفنون.